# Aleutians East Borough
El borough d'Aleutians Orientals (en anglès: Aleutians East Borough), fundat el 1987, és un dels 19 boroughs de l'estat nord-americà d'Alaska. En el cens de l'any 2010, el borough tenia 3.141 habitants i una densitat de població de 0.07 persona per km². La seu del borough es troba a Sand Point.

## Geografia
Segons l'Oficina del Cens, el borough té una àrea total de 38.881 quilòmetres quadrats (15.012 milles quadrades), de la que 18.100 quilòmetres quadrats (6988,4 milles quadrades) és terra i 20.780 quilòmetres quadrats (8023,2 milles quadrades) (53.45 %) és aigua.

### Boroughs adjacents
- Borough de Lake and Peninsula (a l'est)
- Àrea censal d'Aleutianas Occidentals (a l'oest)

## Demografia
Segons el cens de 2010, hi havia 3.141 persones, 526 llars i 344 famílies residint en el borough. La densitat de població era de 0.07 hab./km². Hi havia 724 habitatges amb una densitat mitjana de 0.01 habitatges/km². El 23,95 % dels habitants eren blancs, l'1,67 % afroamericans, el 37,26 % amerindis, el 26,51 % asiàtics, el 0,30 % illencs del Pacífic, el 7,38 % d'altres races i el 2,93 % pertanyia a dos o més races. El 12,57 % de la població eren hispans-llatins de qualsevol raça.

## Localitats

### Ciutats
Akutan |
Cold Bay |
False Pass |
King Cove |
Sand Point

### Llocs designats pel cens
- Nelson Lagoon

### Àrees no incorporades
Belkofski |
Ikatan |
Morzhovoi

### Despoblats
- Unga